# Contracaecum chaunaxi
Contracaecum chaunaxi är en rundmaskart. Contracaecum chaunaxi ingår i släktet Contracaecum och familjen Anisakidae. Inga underarter finns listade i Catalogue of Life.